# Russell Investments
Russell Investments est une entreprise américaine spécialisée dans la gestion d'actifs et dans les services financiers. Elle est basée à Seattle et possède aussi des bureaux à Londres, New-York, Chicago, San Diego, Paris, Milan, Amsterdam, Francfort, Édimbourg, Dubaï, Singapour, Milwaukee, Sydney. 

## Histoire
Russell a étendu sa gamme de services et son portefeuille de clients, et a bâti des liens étroits avec Rayan Asset Management à Dubaï, Jadwa Investment au Royaume d'Arabie Saoudite et plus récemment avec la bourse saoudienne, Tadawul[Quand ?]. 
Au second trimestre 2014, Russell Investments annonce qu’il gère 280 milliards de dollars. 
En juin 2014, la LSE annonce l'acquisition de Russell Investments, pour 2,7 milliards de dollars.

## Métiers
La société d’investissement propose ses services à une clientèle de particuliers, d’institutionnels et de conseillers dans plus de 40 pays. Elle est spécialisée dans les solutions d’investissement OPCVM, plans de retraite, la gestion d’actifs pour institutionnels, et les services d’implémentation et indices boursiers mondiaux. Dans son portefeuille clients, Russell Investments compte parmi ses institutions la Bill et Melinda Gates Foundation, des établissements bancaires ou encore des compagnies d’assurance.

## Accords et Partenariats

### Tadawul
Russell Investments et la Bourse Saoudienne ont signé un accord selon lequel Tadawul autorise Russell à concevoir des indices portant sur le marché saoudien. Abdullah Suweilmi, CEO de Tadawul, déclare que: « Tadawul est ravi d’intégrer Russell Indexes dans la liste croissante de fournisseurs d’indices agréés présents en Arabie Saoudite. » .

### Rayan Asset Management
Rayan Asset Management (PDG Farid Bedjaoui) et Russell Investments signent leur premier accord en 2002 et cette union est reconduite jusqu'en 2011, le 17 novembre 2010. Pascal Duval (Directeur exécutif pour l'Europe, le Moyen-Orient et l'Afrique au sein de Russell) s’exprime à ce sujet: " Russell considère le Moyen-Orient comme une région prometteuse pour les investisseurs internationaux. Notre alliance avec Rayan Asset Management s'est avérée efficace malgré des conditions de marché particulièrement difficiles et un climat très compétitif. Nous souhaitons des années supplémentaires de travail fructueux avec Rayan afin d'apporter des solutions innovatrices pour les investisseurs de la région ",.